# 148 км (зупинний пункт, Південно-Східна залізниця)
Зупинний пункт 148 км знаходиться на напрямі Харків - Льгов, до 2019 року обслуговував радгосп Борисовський на території Борисовського району Бєлгородської області. Станом на 2024 рік - не діє.

## Історія
Роздільний пункт відкритий орієнтовно на початку 30-х років ХХ століття. В середині 30-х - першій половині 40-х років роздільний пункт 148 км мав колійний розвиток і категорію роз'їзду, а до середини 30-х років - і власну назву, - Ворскла-Донецька. Після 1945 року - це зупинний пункт приміських поїздів без колійного розвитку.
Серед пасажирів напряму Харків - Льгов зупинний пункт 148 км отримав неофіційну назву "Циганська" через селище ромів на березі Ворскли в околицях зупинки.